# Dolná Mičiná
Dolná Mičiná é um município da Eslováquia localizado no distrito de Banská Bystrica, região de Banská Bystrica.

## Demografia
| Ano:        | 1994 | 2004    | 2014   | 2024    |
| ----------- | ---- | ------- | ------ | ------- |
| Broj ljudi: | 322  | 362     | 392    | 520     |
| Razlika:    |      | +12,42% | +8,28% | +32,65% |

| Ano:               | 2023 | 2024   |
| ------------------ | ---- | ------ |
| Número de pessoas: | 516  | 520    |
| Diferença:         |      | +0,77% |